# حنا رباني خار
هينا رباني خار (الأردية: حنا ربانی کھر؛ من مواليد 19 نوفمبر 1977)، سياسية باكستانية، شغلت منصب وزيرة الدولة للشؤون الخارجية من 19 أبريل 2022 حتى 10 أغسطس 2023. تم تعيينها سابقًا في يوليو 2011 كوزيرة للدولة للشؤون الخارجية.
وزيرة خارجية باكستان عن عمر يناهز 33 عامًا، وكانت أصغر شخص وأول امرأة تتولى هذا المنصب. كانت خار عضوًا في الجمعية الوطنية من أغسطس 2018 إلى أغسطس 2023.
تنحدر خار من عائلة إقطاعية مؤثرة في مظفرغرة, درست إدارة الأعمال في جامعة لاهور للعلوم الإدارية [الإنجليزية] وجامعة ماساتشوستس أمهرست قبل أن تدخل السياسة كعضواً في الجمعية الوطنية في عام 2002، حيث مثلت حزب الرابطة الإسلامية الباكستانية - كيو وأصبحت وزيرة دولة مسؤولة عن السياسة الاقتصادية في عهد رئيس الوزراء شوكت عزيز. في عام 2009، بعد تبديل الأحزاب والفوز بإعادة انتخابها مع حزب الشعب الباكستاني، أصبحت وزيرة الدولة للشؤون المالية والاقتصادية وأصبحت في العام نفسه أول امرأة تقدم الميزانية الوطنية. 
تم تعيينها من قبل رئيس الوزراء يوسف رضا كيلاني كوزيرة لخارجية باكستان في يوليو 2011، وخدمت حتى قبل وقت قصير من انتخابات 2013، عندما تقاعدت من السياسة النشطة ,و واصلت الدفع من أجل علاقات أقوى مع الهند.
ظلت خار عضوًا في حزب الشعب الباكستاني، وهي أيضًا متحدثة عامة في السياسة الخارجية.
اعتبارًا من عام 2019، شغلت مقعدًا في الجمعية الوطنية الباكستانية على مقعد مخصص للنساء.

## حياتها
ولِدت حنا رباني خار لأسرة مسلمة إقطاعية ناشطة بالحقل السياسي تابعة لقبيلة خار في مولتان، البنجاب، باكستان. وهي ابنة الاوليجاركي القوي والسياسي المتقاعد غلام نور رباني خار السياسي الوطني البارز الذي شغل سابقا عضو في الجمعية الوطنية. وهي ابنة أخ غلام مصطفى خار، محافظ ورئيس الوزراء السابق في ولاية البنجاب وابنة عم الممثلة وعارضة الأزياء أمينة الحق.

### التعليم
خار هي خريجة جامعة لاهور للعلوم الإدارية (جامعة لاهور) حيث أنها حاصلة على درجة البكالوريوس (مع مرتبة الشرف) في الاقتصاد الممنوح عام 1999. وفي وقت لاحق التحقت بجامعة ماساتشوستس في أمهرست في الولايات المتحدة حيث حصلت على شهادة الماجستير في إدارة الأعمال وذلك في عام 2002.
حافظت خار على علاقتها بمؤسسة الخريجين، جامعة لاهور بعد فترة طويلة من تخرجها. وفي عام 2012 ألقت حنا محاضرة في جامعة لاهور حول السياسة الأجنبية والديمقراطية الحديثة. وفي نفس العام ساعدت في توفير التمويل اللازم لمؤسسة عبد السلام للفيزياء وأشادت بدور العالم النظري البارز دكتور عبد السلام في جامعة لاهور.

## الحياة المهنية
برزت الأهمية الوطنية لـ حنا رباني خار في الساحة السياسية الوطنية من خلال رئيس الوزراء شوكت عزيز عام 2004 والذي قام بتعينها لدى وزارة المالية. 
وفي الانتخابات العامة عام 2002 نازعت الانتخابات بنجاح وحافظت على دائرة والدها الانتخابية، السياسي المخضرم، غلام نور رباني خار بعد أن تم إقصاء معظم أفراد عائلتها. وبفضل الدعم المالي المُقدم من والدها، شنت خار حملة على البرنامج الانتخابي للرابطة الإسلامية الباكستانية المجموعة (ق) والتي اُنشِئت حديثا ضد الرابطة الإسلامية الباكستانية المجموعة (ن) انتخبت حنا كعضو للجمعية الوطنية، ممثلة عن دائرة NA – 177 (Muzaffargarh) في بنجاب وهي نفس الدائرة التي كان يمثلها والدها سابقا. وكان القانون الجديد ينص على أن جميع المرشحين لعضوية البرلمان لابد أن يكونوا حاصلين على شهادة جامعية مما يعني أن المرشح لا يستطيع أن يخوض انتخابات هذا العام. كتبت جريدة الغارديان "مراعاة للمشاعر الداخلية حول مكانة المرأة، قام والدها بمخاطبة المسيرات والناخبين السعداء؛ بقيت حنا وقت طويل في المنزل دون أن يظهر لها صورة على المنشورات.
وفي عام 2005 ترقت إلى منصب نائب وزير الشؤون الاقتصادية تحت قيادة شوكت عزيز كنائب للوزير وتعاملت حنا بشكل مكثف مع مجتمع المانحين خلال زلزال عام 2005 والذي ضرب شمال باكستان.
وفي عام 2007 قامت بمحاولة غير ناجحة لتجديد التحالف مع الرابطة الإسلامية الباكستانية المجموعة (ق) ولكن الحزب أنكر بطاقتها الانتخابية للقيام بحملة من أجل إعادة الانتخاب عام 2008. 
ولاحقا تم دعوتها من قبل كبار أعضاء حزب الشعب الباكستاني، وقد قامت بشن حملة ناجحة من أجل دائرتها الانتخابية للمرة الثانية. وقام حزب الشعب الباكستاني بتأمين أصوات الجمهور وقامو بتشكيل تحالف يساري مع حزب عوامي الوطني ومع الحركة القومية المتحدة وأخيرًا مع الرابطة الإسلامية الباكستانية المجموعة (ق)

## وزيرة الدولة للشؤون الاقتصادية
وصلت حنا إلى عالم الشهرة أثناء حكومة شوكت عزيز، حيث عينت كوزيرة الدولة للشؤون الاقتصادية عام 2004، المنصب الذي احتفظت به حتى عام 2007. وفي عام 2008 بعد الدفاع عن دائرتها الانتخابية بنجاح عينت وزيرة الدولة للشؤون المالية والاقتصادية في عهد حكومة يوسف رضا جيلاني". عملت حنا في الموازنة المالية والسياسة الاقتصادية في ظل غياب وزير المالية، وفي الثالث عشر من يونيه عام 2009 قدمت بنجاح الميزانية الفيدرالية/الاتحادية لعام 2010 أمام البرلمان. وتتميز بكونها أول امرأة سياسية تقدم الميزانية الباكستانية في الجمعية الوطنية.

## وزيرة الشؤون الخارجية

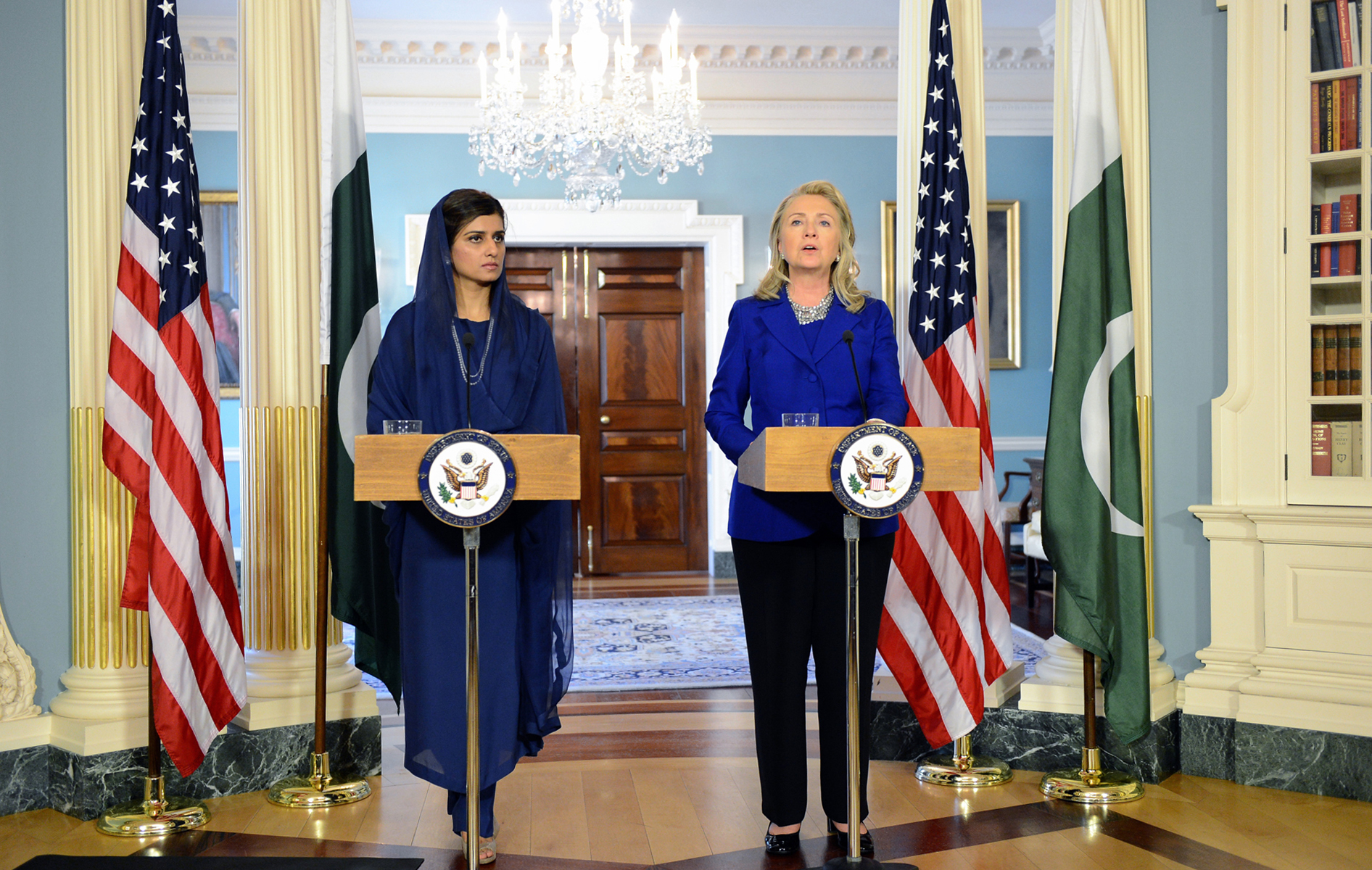
خار مع وزيرة الخارجية للأمم المتحدة هيلاري كلينتون

عينت خار كوزيرة الدولة للشؤون الخارجية، وكجزء من التعديل الوزاري لحكومة جيلاني شغلت حنا منصب -نائب رئيس وزارة الشؤون الخارجية- وفي الحادي عشر من فبراير عام 2011. وبعد استقالة وزير الخارجية شاه محمود قريشي أصبحت حنا تُمثل منصب وزير الشؤون الخارجية في الثالث عشر من فبراير عام 2011. وقد عُينت رسميا كوزيرة للخارجية في الثامن عشر من يوليو لتصبح بذلك أصغر وأول امرأة تشغل منصب وزير الشؤون الخارجية". قال الرئيس أصف علي زرداري الذي خلف برويز مشرف "أن هذا التعين دليلا على التزام الحكومة لجلب المرأة في التيار الرئيسي للحياة الوطنية. عُينت حنا كوزيرة للشؤون الخارجية في وقت صعب في باكستان، حيث كانت القوات المسلحة للبلاد تواجه عناصر متطرفة في غرب باكستان، ومواجهة المشاعر المناهضة للولايات والتي زادات توهجا بعد حادثة ديموند ديفيس ألين. بعد فترة وجيزة من توليها منصب وزيرة الخارجية، قامت بزيارة إلى دولة الهند حيث تم تعليق العلاقات بين البلدين عقب هجومات مومباي عام 2008 والتي استئنفت في فبراير عام 2011". وتناولت وسائل الاعلام الهندية على نطاق واسع المظهر العام لـ حنا حيث ذكرو على سبيل المثال: حقيبة بيركن والنظارات الشمسية والأحذية ذات الكعوب العالية والتي تُشترى من -دار الأزياء السامية البريطانية- وقلادات اللؤلؤ.". وقد عقدت حنا مباحثات مع قادة مؤتمر الحريات قبل لقائها بممثلي الحكومة الهندية، القرار الذي اِنتُقِد من قبل حزب الشعب الهندي وهو حزب المعارضة الرئيسي في الهند. والذي قال إنه كان هناك خرق للبرتوكول وطالب بفتح تحقيق في هذه القضية. وفي أغسطس عام 2011 قامت حنا بزيارة الصين لعقد مباحثات مع وزير خارجية جمهورية الصين يانغ جيتشي وقد ذكرت جريدة هندوستان تايمز "على النقيض من استقبال دولة الهند لحنا إلا أنها قد لاقت تجاهلا إلى حد كبير من قبل وسائل الاعلام الصينية. وتعد هجمات الناتو التي تسببت في مقتل 24 جنديا من القوات الباكستانية، من أبرز الحوادث التي حدثت خلال فترة ولاية حنا. ذكرت وزيرة الخارجية أن حكومة باكستان ولجان الدفاع قد وافقوا على إجراءات -مماثلة لقرار برلماني طرح بعد وفاة بن لادن عام 2011– والتي منعت رسميا حلف شمال الاطلسي وقوات إيساف من استخدام طرق الامداد لباكستان. وفي السادس من يونيه جددت باكستان دعوتها للاعتذار من الولايات المتحدة بشأن مقتل 24 جنديا في هجمات حربية أمريكية عند نقطة تفتيش صلالة، كما قالت خار أيضا أن المبادئ العليا يجب أن تكون لها الأسبقية على الاعتبارات الشعبية سياسيا. وحسبما ذكرت مجلة سياسية في تقرير لها صدر في الدوحة حول مقابلتها مع كبار الدبلوماسين الباكستانيين" فإن خار قد تحدت الولايات المتحدة إلى الارتقاء لمستوى المثل الديمقراطية من خلال احترام الإرادة التشريعية المنتخبة لباكستان" وفي الخامس عشر من ديسمبر عام 2011 عندما أوقفت الولايات المتحدة المساعدات المالية لباكستان، حذرت خار هيلاري كلينتون بأن الولايات المتحدة ستكون المسؤولة عن الهزيمة في الحرب ضد الارهاب حيث باكستان لا تستطيع المقاتلة في الحرب بمفردها.

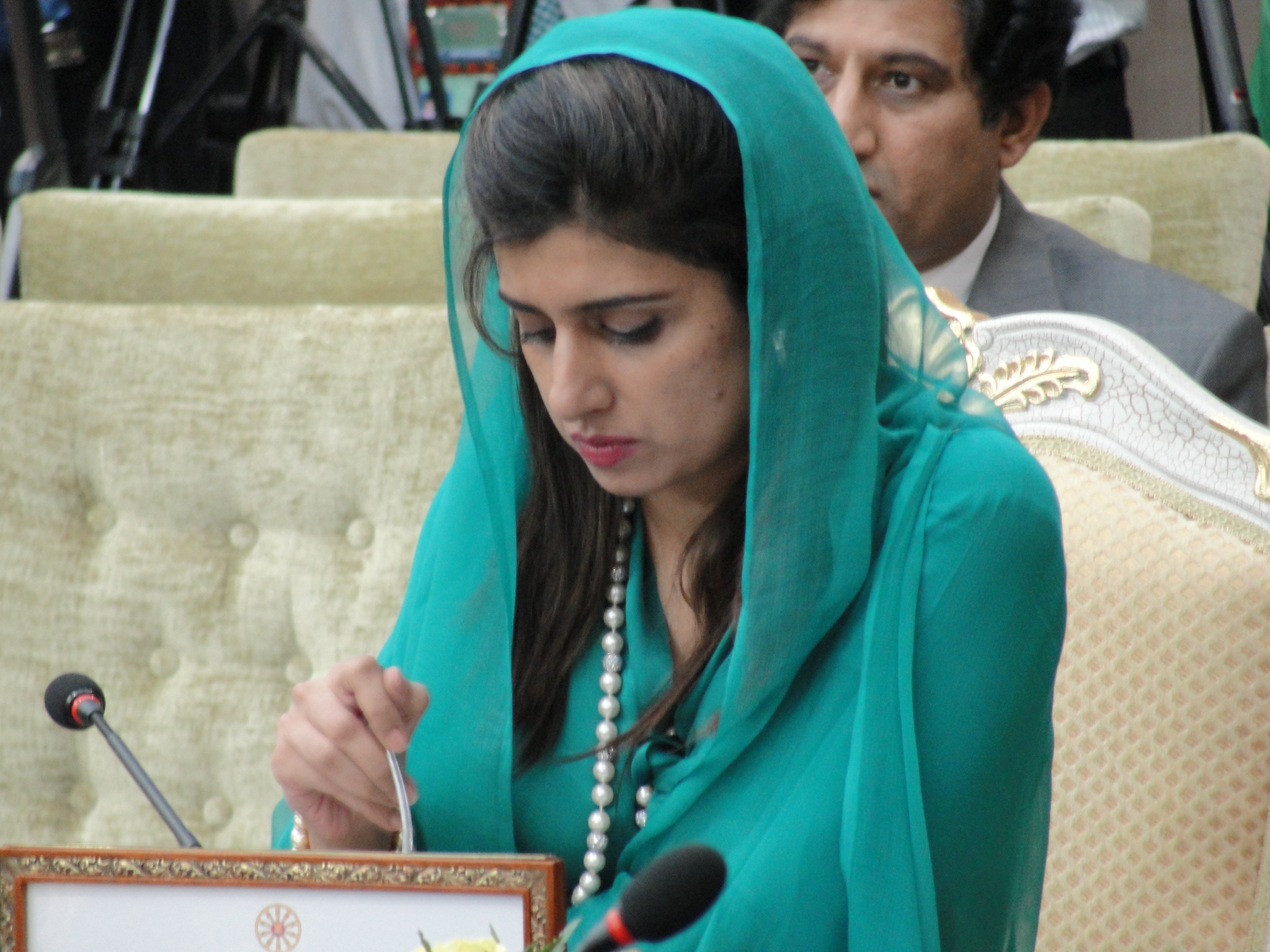
حنا رباني خار في مؤتمر المحكمة العليا لباكستان عام 2013

وفي الحادي والعشرون من يناير عام 2012 غادرت حنا سرياً إلى موسكو بجدول أعمال لتقوية العلاقات الثنائية. بذلت خار مع ضباط الخدمة الخارجية لديها جهودا كثيفة للوصول إلى دول مثل روسيا في أعقاب توتر العلاقات مع الولايات المتحدة. وفي هذه الرحلة وجهت خار دعوة إلى القيادة الروسية لزيارة باكستان وإعادة تأكيد التعاون والتزام الثنائي والدعم لتعزيز الاستقرار والسلام في أفغانستان من أجل الجهود التي تقودها أفغانستان والمملوكة الأفغانية للمصالحة الوطنية في البلاد. وفي الثاني عشر من أغسطس عام 2012 وأثناء التحدث في القمة السادسة عشر لحركة عدم الانحياز في طهران، حافظت خار على "تنامي المواجهة المتزايدة بشأن برنامج إيران النووي الذي يُهدد بمزيد من عدم الاستقرار في المنطقة برمتها، والتوصل إلى حل سلمي لهذهِ القضية لا يزال ممكنا على أساس من اتخاذ تدابير لبناء ثقة متبادلة وضمانات أمينة ضد التهديد الخارجي. وخلال زيارتها القصيرة إلى بنغلاديش في التاسع من نوفمبر عام 2012، تقربت حنا من وزير خارجية بنغلاديش ديبو موني لتسوية القضايا العالقة في مرحلة ما بعد الاستقلال، مؤكدة على نحو خاص باعتذار غير مشروط من باكستان بشأن الإبادة الجماعية والتي نُفذت خلال حرب التحرير عام 1971. وأكدت خار مجددا أن باكستان قد أعربت عن أسفها بشأن أحداث 1971 في مناسبات مختلفة منذ عام 1974، كما دعت البلدين للمضي قدما معا. وحثت حنا موني ورئيسة وزراء بنغلادش الشيخة حسينة واجد لدفن الماضي.

## حياتها الشخصية
تزوجت خار من فيروز جولزار. لديها ولد اسمه أحمد وابنتان عنايا ودينا.
تعد خار شريك ملكية في سلسلة مطاعم تُسمى «صالة بولو». اُفتتح الفرع الأول في منطقة لاهور بولو عام 2002 ,افتتحت صالة بولو الثانية في إسلام أباد بقرية سيدبور.

## الجدل
تعتبر خار مثال على واحدة من أسوأ حالات سياسة الأسرة الحاكمة في باكستان. تنحدر من عائلة سياسية إقطاعية معظمها أمية، وفازت بأول مقعد لها في الجمعية الوطنية من نفس الدائرة الانتخابية التي مثلها والدها قبل استبعاده بسبب عدم حصوله على شهادة جامعية، وحدث الشيء نفسه للعديد من أفراد الأسرة الآخرين الذين كانوا سياسيين محنكين. شغل شقيق والدها أيضًا منصب الحاكم ورئيس وزراء البنجاب لنفس الحزب السياسي. تم تسليط الضوء على هذه القضية بشكل أكبر عندما قدمت خار شقيقها كمرشح جديد لدائرة عائلتها الانتخابية.

## مزيد من القراءة
- - Wrigh, Tom (24 June 2011). "Pakistan Close to Naming First Female Foreign Minister". وول ستريت جورنال. Retrieved 26 June 2012.
  - Aziz, Faisal; Conway, Rebecca (20 July 2011). "Pakistan's new FM faces challenges abroad, at home نسخة محفوظة 23 يناير 2016 على موقع واي باك مشين.". Reuters نسخة محفوظة 23 يناير 2016 على موقع واي باك مشين.. Retrieved 26 June 2012.
  - Khan, M Ilyas. "Will Pakistan's first woman foreign minister make a difference?". بي بي سي نيوز. 21 July 2011. Retrieved 26 June 2012.
  - Sharma, Neha (27 July 2011). "Hina Rabbani Khar – a style icon". Hindustan Times. New Delhi. Retrieved 26 June 2012.
  - Buchsteiner, Jochen (27 July 2011). "Chefverkäuferin des weichen Pakistan". صحيفة فرانكفورتر العامة (in German). Retrieved 26 June 2012.
  - Profiling Hina Rabbani Khar". Hindustan Times. New Delhi. 28 July 2011. Retrieved 26 June 2012
  - Islam, Faris (28 July 2011). "Dissecting the double standard". Dawn. Karachi. Retrieved 26 June 2012
- Razvi, Murtaza (31 July 2011). "Hina Rabbani Khar: Pakistan's weakness, not strength". The Economic Times [الإنجليزية]. Mumbai. Retrieved 26 June 2012.
- Taseer, Shehrbano (2 August 2011). "Hina Rabbani Khar offers hope to Pakistan". الغارديان. London. Retrieved 26 June 2012

## روابط خارجية
- حنا رباني خار على موقع مونزينجر (الألمانية)
- news and commentary at Dawn
- Hina Rabbani Khar on Charlie Rose [الإنجليزية]
- Who rules Pakistan?. Al Jazeera English, December 2015 - interview with Hina Rabbani Khar (video, 47 mins)